# Necpaly
Necpaly jsou obec na Slovensku v okrese Martin, ležící na úpatí Velké Fatry při vstupu do Necpalské doliny. Střed obce se nachází v nadmořské výšce 510 metrů a její katastr zahrnuje plochu 42,17 km². Ze severu sousedí s Belou-Dulicí, ze západu se Žabokreky, Košťanami nad Turcom a Príbovcemi, z jihu s Ďanovou, Folkušovou a Blatnicí a z východu s obcí Liptovské Revúce. K 31. prosinci roku 2021 žilo v obci 989 obyvatel.

## Symboly obce
Znak obce tvoří stříbrná figura sv. Ladislava s halapartnou na modrém pozadí se čtyřmi zlatými písmeny SLRV S(anctus) L(adislaus) R(ex) V(ngariæ) (svatý Ladislav, král Uherska).
Vlajka sestává z pěti podélných pruhů v barvách žluté (1/7), bílé (1/7), modré (3/7), bílé (1/7), modré (1/7) a žluté (1/7). Má poměr stran 2:3 a je ukončena třemi cípy, sahajícími do třetiny délky vlajky.
Pečeť je kruhová, uprostřed se znakem obce a kruhovým nápisem OBEC NECPALY.

## Skladba obyvatelstva
Výsledky podle sčítání lidu z roku 2001 (Necpaly tehdy čítaly 820 obyvatel):
| Podle etnika: - 98,54 % Slováků - 0,49 % Čechů - 0,24 % Romů - 0,12 % Němců | Podle konfese: - 47,20 % evangelíků - 30,12 % římských katolíků - 18,41 % bez konfese - 3,17 % bez uvedení údaje o náboženské příslušnosti |

## Historie
Oblast okolo obce byla osídlena již v pozdní době kamenné, lidem Bádenské kultury. První písemná zmínka o obci pochází z roku 1282, přičemž již v roce 1267 se zmiňuje jistý Paulus de Nazpal. V roce 1287 uherský král Ladislav IV. daroval Necpaly Jánovi a Blažejovi, z rodu Marchankových. Tento rod, který se začal označovat jako rod Necpálských, vlastnil Necpaly až do roku 1479, kdy rod vymřel po meči.
Konec 15. a začátek 16. století je ovlivněn spory o majetek vymřelého rodu, který kromě obce Necpaly vlastnil i Blatnický hrad. Z těchto sporů vzešel vítězně rod Justhů. Tento rod vlastnil Necpaly až do konce 19. století. Justhovi podporovali v obci vzdělání a od roku 1592 tu působila evangelická latinská vyšší škola (humanistické gymnázium), známá pod názvem Nationale institutum hungaricum. V roce 1834 byla přesunuta do Martina, kde po dvaceti letech v důsledku reforem školských institucí zanikla.
Koncem 19. století se Justhovci dostávají na pokraj bankrotu a postupně ztrácejí majetek v Necpalech. Hospodářsky nejsilnější rodinou v Necpalech se stává rod Franklinovců. Prvním členem této rodiny bol Benjamín Franklin, nemanželský syn Dionýzia Justha a pravnučky amerického politika a polyhistora Benjamina Franklina.
V 18. a 19. století byly Necpaly hospodářsky poměrně vyspělé. Byla tu papírna, pivovar a vícero mlýnů. Papírna a pivovar byly koncem 19. století zavřeny. Mlýny zůstaly až do 20. století, kdy zanikly až po nástupu komunismu.

## Pamětihodnosti

### Kostely
- Katolický kostel svatého Ladislava. Raně gotický kostel postavený v polovině 13. století. Některé zdroje uvádějí jako rok výstavby 1222. Okolo roku 1320 byla ke kostelu přistavěna sakristie. Další stavební úpravy proběhly ve 14. a 15. století, na přelomu těchto století vznikly také částečně dochované nástěnné malby. Koncem 16. století byla loď kostela zaklenutá valenou klenbou. Zařízení kostela je novodobé, původní gotická madona byla začátkem 20. století převezena do Muzea krásných umění v Budapešti. Katolický kostel sv. Ladislava

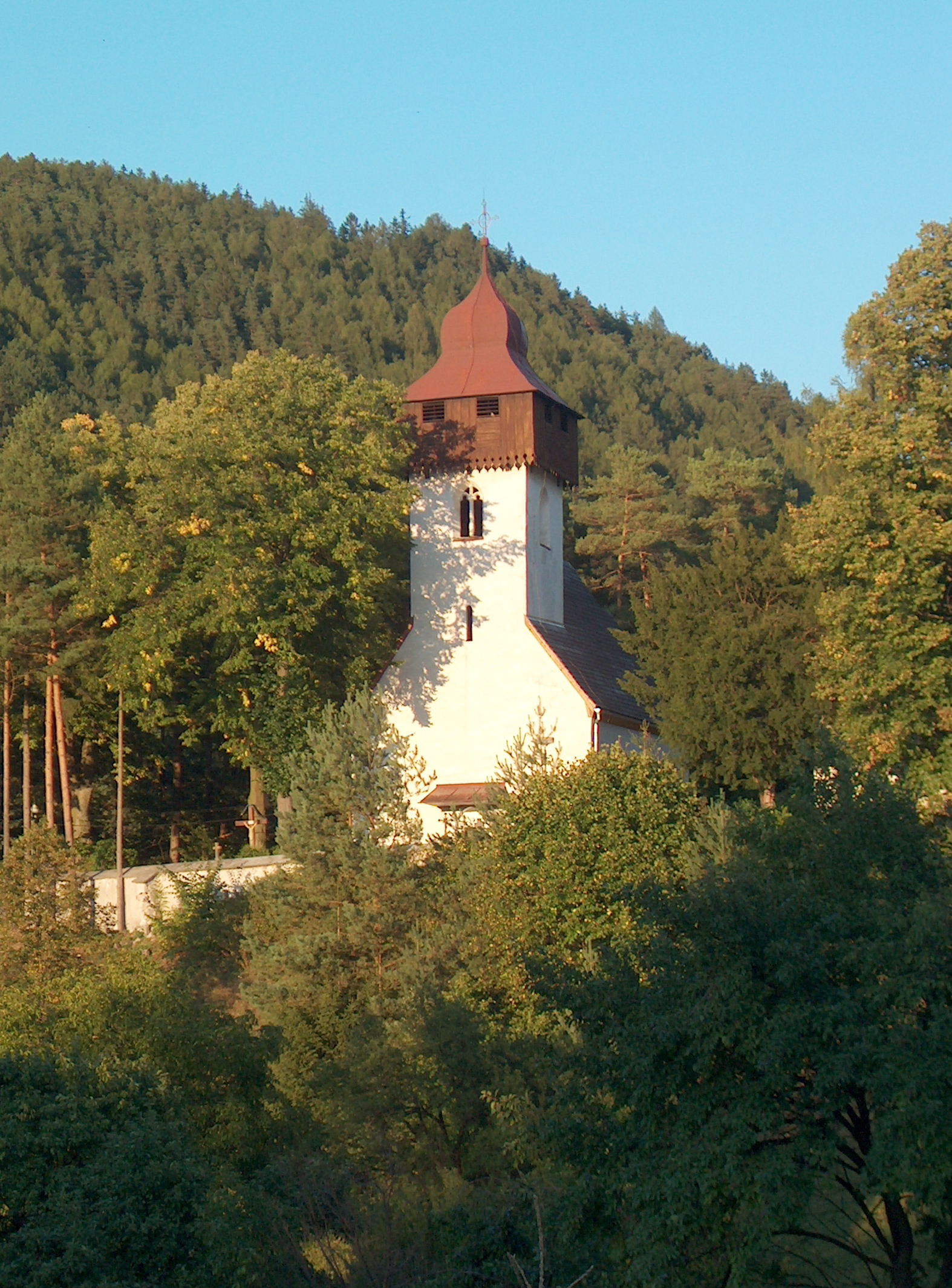
Katolický kostel sv. Ladislava

- Evangelický kostel byl postaven mezi lety 1840-1843 na místě staršího dřevěného artikulárního kostela, věž pochází z roku 1863. V kostele se nachází vzácný oltář edikulového typu z roku 1611 Speculum Iustificationis, který objednal palatin Jiří VII. Thurzo pro kapli Oravského hradu. V roce 1752 byl jako dar Jiřího Erdődyho přenesen do artikulárního kostela v Necpalech. Jeho kompozice vychází z teologického principu luterské reformace sola fide - ospravedlnění pouhou vírou. V letech 2003 až 2006 proběhla restaurace oltářních obrazů. Součástí interiéru kostela je také pozdně klasicistní kazatelna doplněná pozdně barokními malbami, přenesenými ze staršího artikulárního kostela.

### Kaštely
V obci se nacházejí čtyři kaštely, z toho tři jsou v havarijním stavu. Ani jeden z nich není přístupný veřejnosti.
- Renesanční kaštel (č.p. 82) je dvojpodlažní bloková stavba s mansardovou střechou a dvěma nárožními věžemi na jižním průčelí z roku 1673. Dlouho byl v literatuře nesprávně uváděný jako nejstarší kaštel v Necpalech se středověkým jádrem. Jde však o jeden z nejčistějších projevů pozdně renesanční architektury na Slovensku. Vchod je situován z východní strany. Nad portálem je chronostikon s nápisem Erexit Ope Dei CharæPoserit A.I.D.N. AD 1673 July 10, podle nějž lze předpokládat, že byl dostavěn v roce 1673. Monogram A.I.D.N. s největší pravděpodobností znamená A(ndrej) I(usth) D(e) N(eczpal). Nad vchodem se nachází arkýř s renesanční štítkovou atikou. V 19. století přešel do rukou rodu Franklinů. Posledních přibližně 100 let je neobývaný a asi do druhé třetiny 20. století byl používán jako sklad obilí. Po roce 1989 byl vrácen původním majitelům. V 90. letech 20. století byla opravena střecha.
- Tzv. Franklinovský kaštel (č.p. 94) se nachází na horním konci obce. Jde o původně středověkou dvojpodlažní stavbu na nepravidelném půdorysu z 15. století, která byla v pozdějších dobách rozšiřovaná.[4] Obývala ho Franklinovská rodina. Kaštel byl obýván asi do poloviny 70. let 20. století. V současnosti je ve vlastnictví Matice slovenské.
- Horní Justhovský kaštel (č.p. 170; tzv. „modrý kaštel“) je dvojpodlažní budova s mansardovou střechou na půdorysu písmene L, který je výsledkem pozdně barokní přestavby staršího pozdně renesančního objektu, který byl vybudován v centru obce ve druhé polovině 17. století. Interiér je zaklenutý valenými klenbami s lunetovými výsečemi a plackovou klenbou. V 50. letech 20. století byla stavba necitlivě upravena pro potřeby dětského domova, přičemž došlo k úpravám dispozic a ke zvětšení okenních otvorů. Od roku 2004 je stavba opuštěná a chátrá. Fasáda kaštele směrem do náměstí je pětiosá, s centrálně umístěným kovaným balkónem. Je členěná pilastry s dekorativními hlavicemi, okna mají šambrány a zvlněné římsy se suprafenestrami.[5]
- Dolní Justhovský kaštel (č.p. 41) je pozdně barokní dvojpodlažní budova na půdoryse písmene T z poslední třetiny 18. století. Nachází se v uzavřeném areálu parku v severozápadní části obce. Také tento kaštel byl sídlem rodu Justhů, nyní je v soukromých rukou. V letech 2002-2004 byla realizována jeho přestavba, která částečně narušila jeho památkovou hodnotu. Fasádě dominuje výrazně vysunutý dvojosý rizalit. Jeho přízemí je členěné bosáží, poschodí pilastry. Okna jsou lemovaná šambránami s ušima, bočními a vrcholovými klenáky. Nad nimi se nacházejí zvlněné římsy se suprafenestrami.

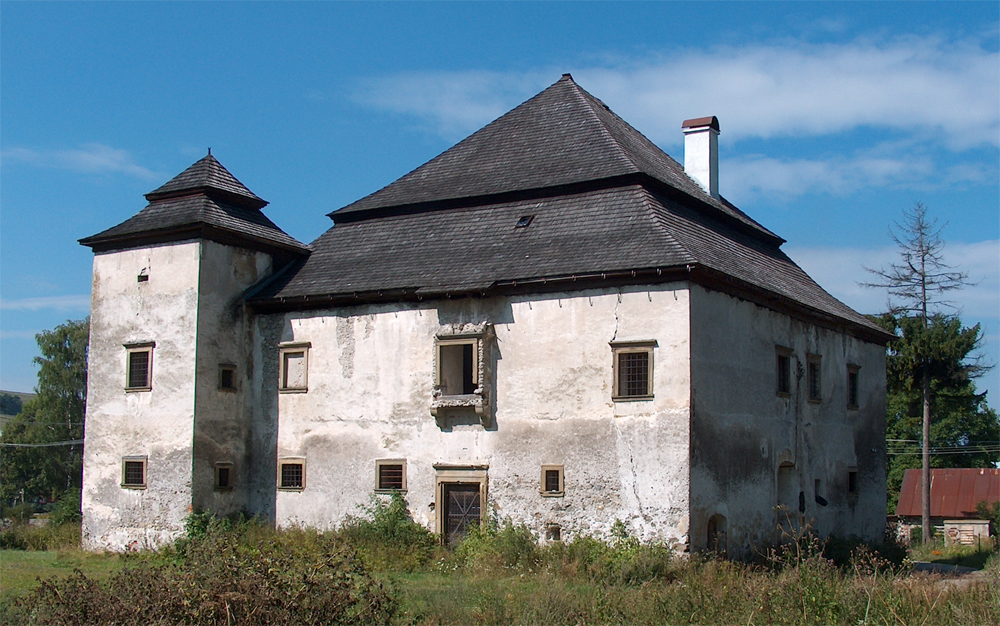
Renesanční kaštel č.p. 82
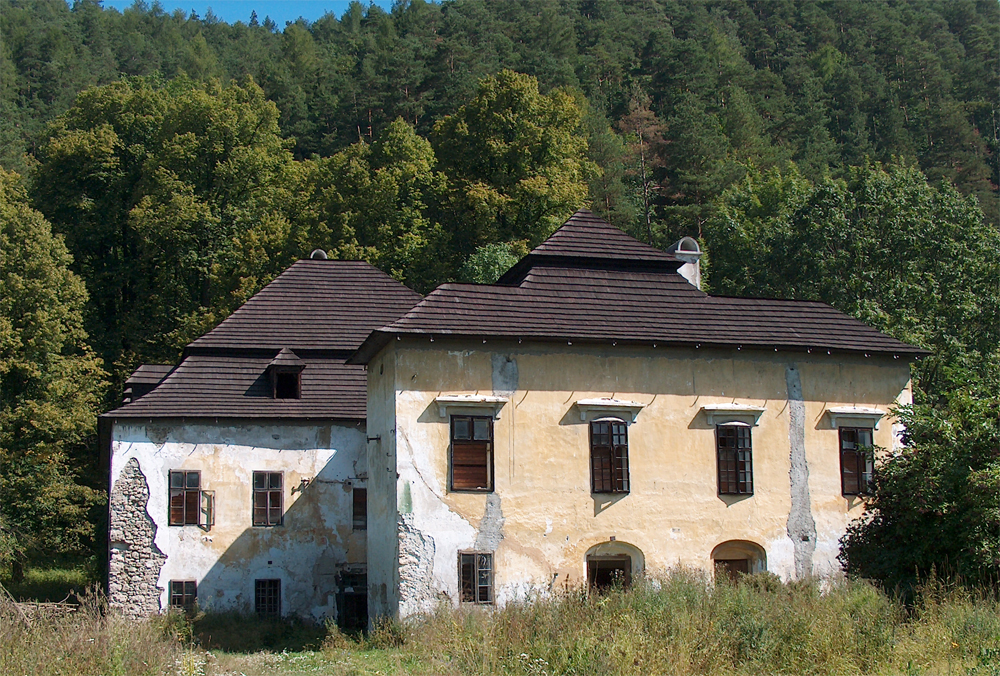
Franklinovský kaštel č.p. 94
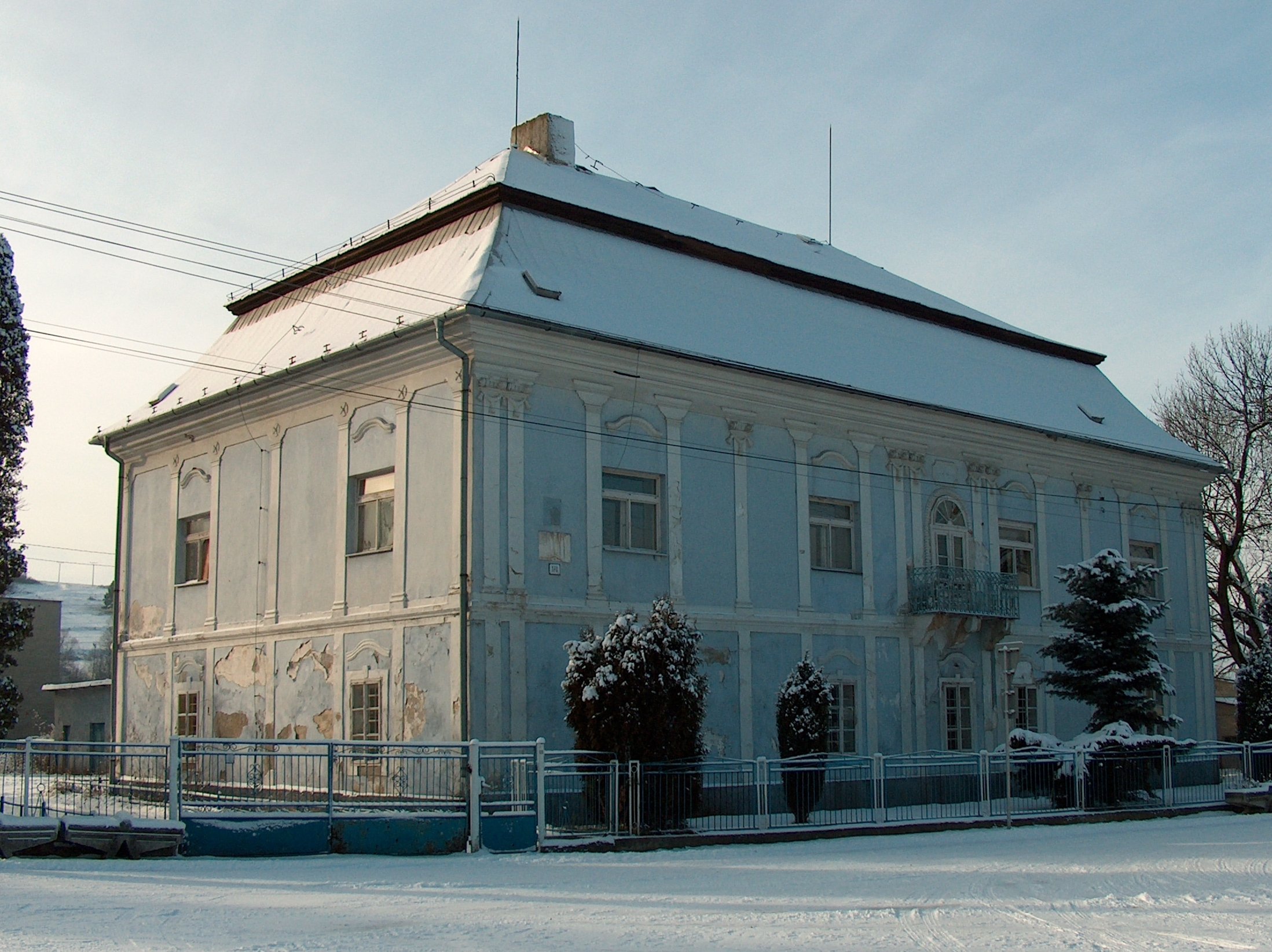
Justhovský kaštel č.p. 170 (bývalý dětský domov)
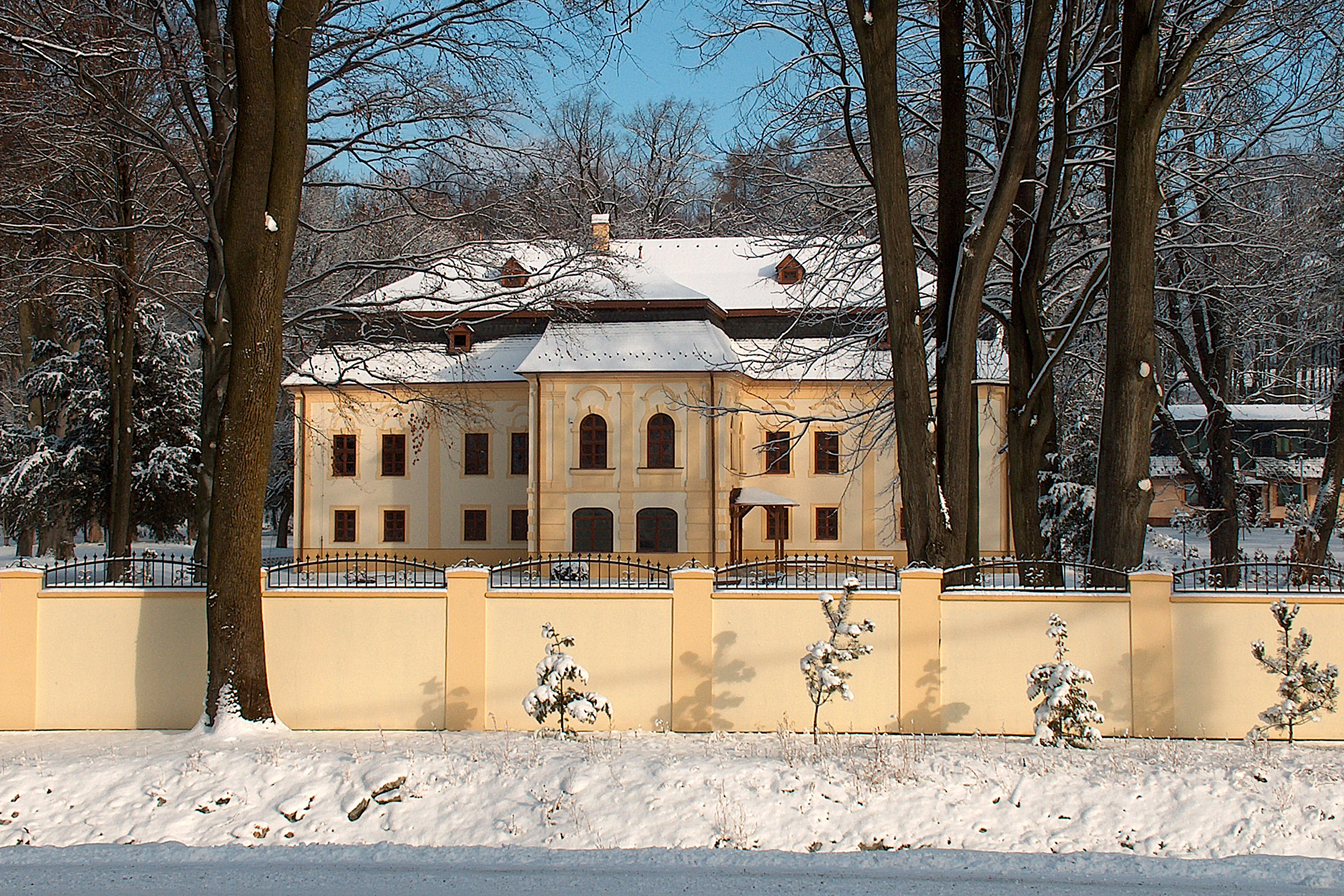
Justhovský kaštel č.p. 41

### Pomníky
- Památník SNP umístěný na náměstí pochází od sochaře Milana Štefunka.
- Památník uherského generála Jiřího Lahnera, vybudovaný v roce 1899, se nachází v parku u dolního justhovského kaštelu.

### Park
- Anglický park u dolního justhovského kaštelu, který pochází z poloviny 19. století a obsahuje množství vzácných dřevin, není v současnosti přístupný veřejnosti.

## Osobnosti
- Václav Kleych (23. září 1678 Lažany – 11. srpna 1737 Necpaly) český písmák, exulant, editor a nakladatel protestantské literatury, zemřel v Necpalech během cesty po evangelických sborech, při níž distribuoval tištěné knihy[6]
- Augustín Doležal (* 27. březen 1737 Skalica, † 21. březen 1802 Sučany) básník, evangelický kněz a učitel
- Samuel Ivanka (* 22. listopad 1761, † 1842 pravděpodobně v Belej (dnes součást obce Belá-Dulice)), pedagog a sběratel historických rukopisů, od roku 1791 rektor necpalského gymnázia
- Mária Hrúzová (* 26. srpna 1791 Necpaly, † 17. květen 1849 Budapešť), matka maďarského básníka Sándora Petőfiho
- Jiří (György) Lahner (* 22. říjen 1795 Necpaly, † 6. listopad 1849 Arad (Rumunsko)) jeden z generálů uherské revoluce v roce 1848. Popravený spolu s dalšími v Arade, v maďarské literatuře vzpomínaní jako aradští mučedníci.
- Jozef Lós (* 11. prosinec 1839 Necpaly, † 7. červenec 1878 Budapešť) jazykovědec, lexikograf, pedagog